# 山歌
山歌是一种中国民歌的类型，是农民、牧民在山野、田间即兴演唱的民歌，歌词不固定，多表现劳动和爱情，和地方方言结合较密切，音乐形式直率、淳朴，音调高亢，节奏自由，充满激情。其表现形式既有独唱，也有对唱或一唱众合。
山歌的地域性较强，在各地名称也不同，如在陕西北部称“信天游”，在青海为“花儿”，在安徽称为“慢赶牛”，在四川叫“晨歌”，山西北部为“山曲”，贵州为“飞歌”，云南为“赶马调”等等。但猶以客家山歌最著名。